# Asesinatos de Soham
Los asesinatos de Soham ocurrieron en Soham, Cambridgeshire, Inglaterra, el 4 de agosto de 2002. Las víctimas fueron dos niñas de 10 años, Holly Marie Wells (nacida el 4 de octubre de 1991) y Jessica Aimee Chapman (nacida el 1 de septiembre de 1991). Sus cuerpos fueron hallados cerca de Lakenheath, Suffolk, el 17 de agosto de 2002, por un guardabosques local, Keith Pryer después de una de las búsquedas más extensas de la historia criminal británica.
Ian Kevin Huntley, un barrendero de un colegio local, fue encontrado culpable el 17 de diciembre de 2003 del asesinato de las niñas y sentenciado dos veces a cadena perpetua con un mínimo de 40 años. Su novia, Maxine Ann Carr, era profesora de las niñas en la escuela local. Carr le proporcionó a Huntley una coartada falsa y, debido a esto, recibió tres años y medio de prisión por prevaricación.

## Asesinatos
El domingo, 4 de agosto de 2002, Holly Wells y su mejor amiga Jessica Chapman asistieron a una barbacoa en la casa de Wells en Redhouse Gardens, Soham. Sobre las 18:15, salieron a comprar caramelos. En su camino de vuelta, pasaron por delante de la casa de Ian Huntley, el barrendero de la escuela secundaria local. Huntley les ofreció entrar a su casa con el pretexto de que su novia, Maxine Carr, la profesora de las niñas, también se encontraba en la casa. De hecho, Carr se había ido a visitar a su familia en Grimsby, Lincolnshire. Poco después de que las niñas entraran a la casa, Huntley las asesinó, probablemente por asfixia.
El motivo de Huntley para matar a las niñas es desconocido, pero minutos antes de haberlas visto, había sostenido una discusión por teléfono con Carr. Huntley sospechaba que Carr lo estaba engañando, lo que llevó a la madre de Huntley y a la policía a sospechar que Huntley había matado a las niñas en un ataque de celos. La policía no encontró evidencia de premeditación.

## Investigación
Wells y Chapman fueron reportadas como desaparecidas a las 21:45 del 4 de agosto por sus padres, tras darse cuenta de que no habían regresado. Posteriormente, la policía hizo pública una fotografía tomada horas antes de su desaparición de ellas en la barbacoa vistiendo camisetas del Manchester United y una descripción física de ambas, describiéndolas como "blancas, midiendo aproximadamente 1,37 metros y esbeltas", Wells rubia y Chapman de cabello castaño.
Las semanas posteriores, Huntley apareció en varios programas de televisión, incluyendo en Sky News y en el programa de noticias regional de la BBC, Look East, hablando de la conmoción en la comunidad local. Un periodista sugirió que Huntley podría haber sido la última persona en haber hablado con las niñas, a lo que Huntley contestó: "Sí, eso es lo que parece." Huntley declaró que la desaparición era un "absoluto misterio" y, durante la segunda semana de búsqueda, le contó a los medios de comunicación que "aunque no haya noticias aún hay esperanza, y es de eso básicamente de lo que nosotros estamos pendientes."
Carr también fue entrevistada tras volver de Grimsby durante la primera semana de búsqueda. Ella le mostró a un periodista una postal de agradecimiento que le había dado Wells el último día del año escolar. Carr dijo: "Ella era simplemente adorable, realmente adorable" y les suplicó a las desaparecidas que "simplemente vuelvan a casa". La policía inmediatamente se dio cuenta de que Carr se había referido a Wells en pasado (como si ya no estuviera viva), a pesar de que ella no hubiera sido declarada muerta y de que la policía todavía estaba tratando el caso como el de personas desaparecidas y no como víctimas de un asesinato.

## Informaciones posteriores
En los primeros días de la investigación, una mujer que vivía en el pueblo cercano de Little Thetford declaró haber visto a dos niñas cuya apariencia y ropa concordaban con la de Wells y Chapman caminando cerca de su casa la mañana del día siguiente a que fueran reportadas como desaparecidas. La policía también registró una furgoneta blanca en Wentworth, a unos 15 kilómetros de Soham, el 7 de agosto.
El 9 de agosto, se hizo público material visual sacado de una cámara de vigilancia en donde se las podía ver unos minutos antes de que desaparecieran llegando al centro de deportes local donde estaban las máquinas expendedoras de golosinas a las que se dirigían. Ese mismo día, la policía investigó la posibilidad de que las niñas hubieran quedado para verse con alguien al que habían conocido por Internet, pero la posibilidad fue rápidamente descartada. Sus padres afirmaron que nunca hablarían con desconocidos. El 10 de agosto, una reconstrucción de los hechos fue realizada por dos niñas actrices para animar a los posibles testigos a hablar.
La policía recibió información de un taxista local que alegaba haber visto al conductor de un coche verde (un Peugeot 405 o un Vauxhall Vectra) forcejeando con dos menores y conduciendo "erráticamente" al sur de Southam en Newmarket la noche de la desaparición de las niñas. Este supuesto avistamiento se hizo público el 13 de agosto. Esa noche, un hombre que paseaba a su perro alertó a la policía de dos montones de tierra en Warren Hill, a las afueras de Newmarket. Se sugirió que podían ser las tumbas de las dos niñas. Sin embargo, un examen hecho esa misma noche confirmó que se trataba de asentamientos de tejón y no se encontraron restos de ninguna de las niñas.
Al mismo tiempo, la policía en Staffordshire señaló que la desaparición de las niñas podía estar relacionada con otro intento de secuestro el año anterior, cuando una niña de 6 años había sobrevivido al ataque de un secuestrador que se había dado a la fuga y cuyo Ford Mondeo verde había sido robado por él en Peterborough. El mismo hombre se sospechaba había seguido a una niña de 12 años en la misma área, con un coche robado en Nottinghamshire. Esta información fue publicada en el programa Crimewatch, pero no aportó nueva información.

## Interrogatorio
El 16 de agosto, doce días después de que desaparecieran las niñas, Huntley y Carr fueron interrogados por la policía y acordaron dar testimonios por separado durante siete horas antes de ser liberados. Esa noche, con la pareja en vigilancia en diferentes localizaciones de Soham, la policía registró su casa, como también el terreno de la escuela local, y encontraron objetos de "gran importancia" para la investigación. Aunque no se hiciera público en aquel momento, lo encontrado coincidía con la ropa que llevaban las niñas, incluyendo las camisetas del Manchester United.Huntley y Carr fueron arrestados en las primeras horas del 17 de agosto como sospechosos de asesinato. Esta fue la primera vez que la policía sospechó que las niñas podrían estar muertas.

## Hallazgo de los cuerpos
Los cuerpos de las dos niñas fueron encontrados en Lakenheath en Suffolk, a 17 kilómetros de Soham, en una zanja de riego rodeada de maleza al mediodía del 17 de agosto. Fueron identificadas formalmente el 21 de agosto. Las niñas habían estado desaparecidas 13 días y la policía declaró que los cuerpos estaban "severamente descompuestos y esqueletizados", ya que probablemente para destruir cualquier prueba, el asesino las había quemado parcialmente. Los cuerpos fueron encontrados por un guardabosques local, Keith Pryer, que se había dado cuenta de "un olor desagradable y poco común" en el área días antes y retornó al lugar para investigar sobre dicho olor. En una semana, una prueba de ADN confirmó que los cuerpos eran los de las niñas, y desde un principio se creyó que no habían muerto en el lugar donde se habían hallado los cuerpos sino que habían sido transportadas hasta ahí.
Huntley luego admitió que había vuelto al lugar de los cuerpos días después para comprobar que todo estaba en orden, lo que la policía interpretó como un intento de eliminar evidencia forense. Sin embargo, la forense y botánica Patricia Wiltshire fue capaz de identificar cuándo los cuerpos habían sido enterrados y encontrar evidencia de que Huntley era el asesino.

## Sentencia
Huntley fue acusado de dos asesinatos el 20 de agosto de 2002, y detenido en el Rampton Secure Hospital, Nottinghamshire, donde le realizaron pruebas para ver si sufría de alguna enfermedad mental y si era competente para ser juzgado. El Dr. Christopher Clark llevó a cabo estos procedimientos y declaró en el juicio: "A pesar de que el señor Huntley intentó parecer enfermo mental, no tengo duda alguna de que este hombre está cuerdo y que si se le encuentra culpable se puede estar seguro de que lo hizo totalmente consciente de sus acciones." Un juez determinó el 8 de octubre de 2002 que él, entonces, era apto para un juicio. 
Huntley se enfrentaba con la cadena perpetua si un juez lo encontraba culpable. Fue trasladado a la prisión de Woodhill en Milton Keynes, Buckinghamshire, donde intentó suicidarse el 9 de junio de 2003 tomándose 29 antidepresivos. Se temía que Huntley pudiera morir debido a la sobredosispero, tras 48 horas, volvió a prisión y fue transferido a la prisión de Belmarsh en Londres. Después del juicio de Huntley, fue revelado que se había negado a contestar a preguntas y no había dejado a la policía otra opción que llevarlo a un hospital psiquiátrico. Los que lo vieron en su primer día de juicio lo describieron como "un zombi silencioso con la mirada perdida" que no paraba de moverse en su sitio.
Finalmente se dictaminó sentencia el 17 de diciembre de 2003 y Kevin Huntley fue condenado por el doble asesinato a dos cadenas perpetuas y obligado a permanecer al menos 40 años en prisión antes de poder ser eventualmente liberado una vez evaluado su nivel de reinserción. El motivo de que Huntley no fuera condenado a cadena perpetua completa fue debido a que su sentencia se produjo justo un día antes de que se aprobase una ley que permitía realizar cadenas perpetuas sin posibilidad de libertad. 